# Diana Patricia Soto
Diana Patricia Soto (Lima, 10 de febrero de 1980) es una exvoleibolista peruana que jugaba como Opuesta y que formó parte de la Selección femenina de voleibol del Perú.

## Selección nacional
- Juegos Bolivarianos de 2005: 1.er lugar.
- Campeonato Sudamericano 2005: 2.º lugar.
- Copa Panamericana 2006: 6.º lugar.
- Mundial de Japón 2006: 17.º lugar.
- Copa Panamericana 2007: 7.º lugar.
- Campeonato Sudamericano 2007: 2.º lugar.
- Juegos Panamericanos de 2007: 4.º lugar.
- Copa del Mundo Japón 2007: 11.er lugar.
- Copa Panamericana 2008: 7.º lugar.
- Copa Panamericana 2009: 5.º lugar.
- Copa Final Four 2009: 4.º lugar.
- Campeonato Sudamericano 2009: 3.er lugar.
- Copa Panamericana 2010: 2.º lugar.
- Copa Final Four 2010: 2.º lugar.
- Mundial de Japón 2010: 15.º lugar.
- Campeonato Sudamericano 2011: 3.er lugar.
- Juegos Panamericanos de 2011: 6.º lugar.

## Clubes
- Alianza Lima (1996 - 1999)
- Pallavolo Palermo (1999 - 2000)
- Ain Napoli (2000 - 2001)
- Tra.De.Co Volley Altamura (2001 - 2002)
- Enosi Vyrona (2002 - 2003)
- Volley Köniz (2003 - 2005)
- Galatasaray SK (2006 - 2007)
- Haro Rioja Vóley (2007 - 2008)
- Regatas Lima (2008 - 2010)
- Divino Maestro (2010 - 2011)
- Deportivo Géminis (2011 - 2012)
- Universidad San Martín (2012 - 2014)
- Deportivo Géminis (2014 - 2018)